# Albert Oliver i Campos
Albert Oliver i Campos   (Terrassa, 4 de juny de 1978) és un jugador de bàsquet professional català que juga a la posició de base.

## Carrera esportiva
Va debutar a l'ACB amb la Penya l'any 1997, provinent del Sant Josep de Badalona on jugava com a vinculat. Després de dues temporades a cavall entre la lliga EBA i l'ACB, el 1999 es converteix en jugador del Caprabo Lleida, de lliga LEB. En el seu segon any a Lleida es proclama campió de lliga LEB, i fitxa pel Manresa, que jugava a LEB, amb qui ascendeix a finals d'aquell curs, i o on s'hi estarà en total cinc temporades. L'estiu de 2006 és contractat pel Pamesa València, amb qui juga Copa del Rei i Eurocup.
El 2011 va fitxar pel Joventut de Badalona, i va acabar la lliga regular amb una mitjana de 5 punts, 7 de valoració i 3 assistències en 34 partits disputats, obtenint en 652 minuts de joc un 40% en tirs de dos i un 88% des de la línia de tir lliure. Aquests números, combinats amb la seva aportació d'experiència a l'equip, van afavorir la seva renovació per una temporada addicional. Després de dues temporades a la Penya, el juliol de 2013 va fitxar per l'Herbalife Gran Canaria per dues temporades. A Gran Canària es proclamarà campió de la Supercopa Endesa (2017) i subcampió d'Eurocup (2015), Copa del Rei (2016) i Supercopa (2018).
Durant l'estiu de 2019 fitxa pel Coosur Real Betis, acabat d'ascendir a l'ACB.

## Palmarès
- 2001-01 Campió de la Lliga LEB amb el Caprabo Lleida.
- 2016-17 Campió de la Supercopa amb el Club Baloncesto Gran Canaria.

## Participació internacional
El novembre de 2017, amb 39 anys, va jugar el seu primer partit oficial amb la selecció espanyola absoluta, en un partit contra Montenegro classificatori pel Mundial de la Xina de l'any 2019. La selecció espanyola, dirigida per Sergio Scariolo, va presentar una formació de circumstàncies, davant la negativa de l'NBA i els equips d'Eurolliga a cedir els seus jugadors en desacord amb el calendari fixat per la FIBA.
També ha estat internacional amb la selecció d'Espanya B i la selecció de Catalunya.

## Nominacions
- 4 vegades Jugador Estatal de la Jornada.
- 1 vegada Jugador Estatal de la Setmana.
- 1 vegada Jugador Estatal del Mes.